# Джеймс Тротмен
Джеймс Тротмен (англ. James Trotman; нар. 1 січня 1979) — колишній британський тенісист.

## Юніорські фінали турнірів Великого шолома

### Парний розряд: 3 (2–1)
| Результат | Рік  | Турнір                                 | Покриття | Партнер      | Суперники                             | Рахунок  |
| --------- | ---- | -------------------------------------- | -------- | ------------ | ------------------------------------- | -------- |
| Перемога  | 1995 | Вімблдонський турнір                   | Трава    | Мартін Лі    | Алехандро Ернандес Маріано Пуерта     | 7–6, 6–4 |
| Поразка   | 1996 | Відкритий чемпіонат Австралії з тенісу | Тверде   | Мартін Лі    | Жоселін Робішо Даніеле Браччалі       | 2–6, 4–6 |
| Перемога  | 1997 | Відкритий чемпіонат Австралії з тенісу | Тверде   | Девід Шервуд | Яко ван дер Вестгейзен Веслі Вайтгаус | 7–6, 6–3 |